# 愛媛県サッカーリーグ
愛媛県サッカーリーグ（えひめけんサッカーリーグ）とは、全国の各都道府県にあるサッカーの都道府県リーグのひとつ。愛媛県のクラブチームが参加するリーグである。2025年現在では第53回を数える。

## 概要・レギュレーション
愛媛県サッカーリーグは2部構成となっている（2025年）。1回戦総当たりで行う。
- 1部（10チーム）
- 2部（9チーム）

また、下位カテゴリとして東予・中予・南予の各地区リーグが存在する。

### 昇格・降格に関して
- 1部の優勝チームは四国リーグチャレンジチーム決定戦に進出する。ただし、大学連盟所属チームが優勝した場合は社会人最上位チームが繰り上げ出場となる。
- 1部9位・10位は2部に自動降格、2部1位・2位は1部に自動昇格する[2]。
- 1部8位と2部3位は入替戦（1試合制）を行う。引き分けの場合は1部8位の残留となる。
- 各地区リーグの上位チームのうち、県リーグ昇格を希望するチームによる県リーグチャレンジチーム決定戦（1回戦総当たり）を行う。上位2チームが2部9位・10位との入替戦（1試合制）を行う。2部が10チームに満たない場合、昇格希望チームは自動昇格とする[6]。

## 参加チーム（2025年）

### 1部
- 聖カタリナ大学サッカー部
- 松山大学体育会サッカー部
- 西条FC
- 久枝FC
- 麻生FC
- 愛媛大学サッカー部
- 新居浜FC
- FC宇和島
- 西予サッカースタイル
- 大洲市役所FC

### 2部
- FDK蹴道クラブ
- 八幡浜FC
- SPORT CLUB MATSUYAMA TORA
- 氷見クラブ
- 松山市役所サッカー部
- サンクラブ
- FC EAST
- 愛媛県庁クラブ
- FC桜井部屋

## 歴代優勝チーム

### 1部
- 1997年：今越FC
- 2000年：今越FC
- 2002年：松山南クラブ[7]
- 2003年：松山南クラブ[8]
- 2004年：松山大学[9]
- 2006年：松山大学
- 2007年：松山大学
- 2008年：愛媛大学
- 2009年：K.F.C.ユナイテッド四国
- 2010年：松山大学
- 2011年：愛媛大学
- 2012年：久枝FC
- 2013年：愛媛大学
- 2014年：松山大学
- 2015年：松山大学
- 2016年：松山大学
- 2017年：聖カタリナ大学
- 2018年：松山大学
- 2019年：聖カタリナ大学
- 2020年：新型コロナウイルスの影響によりリーグ戦中止[10]
- 2021年：久枝FC
- 2022年：聖カタリナ大学
- 2023年：松山大学
- 2024年：聖カタリナ大学

### 2部
- 2002年：K.F.C.ユナイテッド四国
- 2003年：FCポポロ
- 2004年：松山大学サッカー同好会
- 2007年：丹原FC
- 2008年：FCポポロ
- 2009年：愛媛大学医学部
- 2010年：砥部クラブ
- 2011年：東レ愛媛SC
- 2012年：新商クラブ
- 2013年：松山クラブ2002
- 2014年：八幡浜FC
- 2015年：西予FC
- 2016年：聖カタリナ大学
- 2017年：鬼北TIGRINHO.FC
- 2018年：FC宇和島
- 2019年：FDK蹴道クラブ
- 2020年：新型コロナウイルスの影響によりリーグ戦中止[10]
- 2021年：YAMAJI FC
- 2022年：YAMAJI FC
- 2023年：西条FC
- 2024年：西予サッカースタイル